# 15388 Coelum
15388 Coelum (1997 ST17) là một tiểu hành tinh vành đai chính.